# أكسل (مغني)
أكسل (بالإسبانية: Axel) هو عازف قيثارة ومغني وكاتب أغاني وعازف بيانو أرجنتيني، ولد في 1977 في رافائيل كالسادا في الأرجنتين.

## وصلات خارجية
- أكسل على موقع ميوزك برينز (الإنجليزية)
- أكسل على موقع أول ميوزيك (الإنجليزية)
- أكسل على موقع أول ميوزيك (الإنجليزية)
- أكسل على موقع أول ميوزيك (الإنجليزية)
- أكسل على موقع ديسكوغز (الإنجليزية)